# Ichneumon mystificans
Ichneumon mystificans är en stekelart som beskrevs av Heinrich 1961. Ichneumon mystificans ingår i släktet Ichneumon och familjen brokparasitsteklar. Inga underarter finns listade i Catalogue of Life.